# 모리야마 나오타로

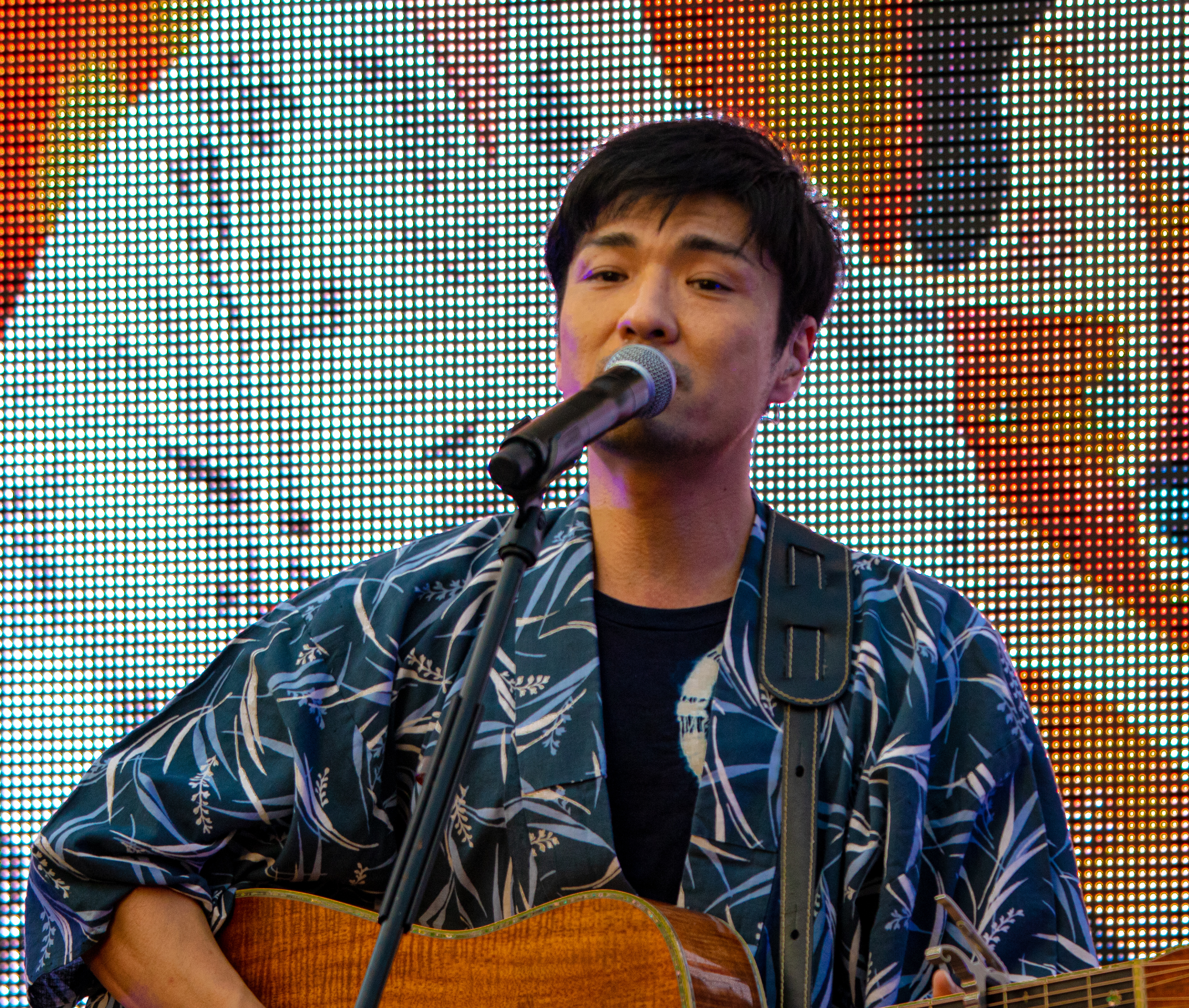

모리야마 나오타로(森山 直太朗, 1976년 4월 23일 - )는 일본의 남자 가수이다. 도쿄도 출신으로 어머니는 일본의 유명한 가수인 모리야마 료코(森山 良子)이다.

## 생애
세이조대학교 졸업. 2002년 10월 2일 앨범 "乾いた唄は魚の餌にちょうどいい"(마르는 노래는 물고기 먹이에 적당하다)로 데뷔해, 2003년에 싱글 "さくら(独唱)"(벚꽃(독창))로 일약 유명해졌다. 현재는 그 노래가 일본 전국의 국민 학교나 중학교에서 불리고 있다.

## 음반 목록

### 싱글
|        | 발매일           | 타이틀 (일문)                          | 타이틀 (국문)                                | 비고                            |
| ------ | ---------------- | -------------------------------------- | -------------------------------------------- | ------------------------------- |
| 인디즈 | 2001년 11월 10일 | ワスレモノ                             | 분실물                                       |                                 |
| 1st    | 2002년 11월 27일 | 星屑のセレナーデ                       | 은하수의 세레나데                            | 오리콘 최고 187위               |
| 2nd    | 2003년 3월 5일   | さくら （独唱）                        | 벚꽃 (독장)                                  | 오리콘 최고 1위, 등장횟수 133회 |
| 3rd    | 2003년 8월 20일  | 夏の終わり                             | 여름의 끝                                    | 오리콘 최고 6위, 등장횟수 19회  |
| 4th    | 2004년 1월 10일  | 太陽/声                                | 태양/목소리                                  | 오리콘 최고 5위, 등장횟수 13회  |
| 5th    | 2004년 3월 17일  | 生きとし生ける物へ                     | 살아있는 모든 것들에게                       | 오리콘 최고 9위, 등장횟수 13회  |
| 6th    | 2004년 8월 4일   | 今が人生〜飛翔編〜                     | 지금이 인생 ~비상편~                         | 오리콘 최고 20위, 등장횟수 6회  |
| 7th    | 2005년 2월 23일  | 時の行方〜序・春の空〜                 | 시간의 행방 ~서장 봄 하늘~                   | 오리콘 최고 15위, 등장횟수 10회 |
| 8th    | 2005년 6월 15일  | 小さな恋の夕間暮れ                     | 조그마한 사랑의 해질녘                       | 오리콘 최고 10위, 등장횟수 6회  |
| 9th    | 2005년 11월 16일 | 風花                                   | 흩날리는 눈                                  | 오리콘 최고 10위, 등장횟수 20회 |
| 10th   | 2006년 3월 1일   | 君は五番目の季節                       | 그대는 다섯 번째 계절                        | 오리콘 최고 13위, 등장횟수 7회  |
| 11th   | 2006년 9월 13일  | 風になって                             | 바람이 되어                                  | 오리콘 최고 18위, 등장횟수 3회  |
| 12th   | 2006년 10월 25일 | 恋しくて/夢みたい〜だから雲に憧れた〜  | 그리워서 / 꿈같아 ~그래서 구름을 그리워했다~ | 오리콘 최고 27위, 등장횟수 4회  |
| 13th   | 2007년 5월 9일   | 未来〜風の強い午後に生まれたソネット〜 | 미래 ~바람이 강했던 오후에 태어난 소넷~      | 오리콘 최고 14위, 등장횟수 5회  |
| 14th   | 2007년 8월 8일   | 太陽のにほひ                           | 태양의 향기                                  | 오리콘 최고 25위, 등장횟수 3회  |
| 15th   | 2008년 1월 30일  | スノウドロップ                         | 스노우드롭                                   | 오리콘 최고 13위, 등장횟수 4회  |
| 16th   | 2008년 8월 27일  | 生きてることが辛いなら                 | 살아있는 것이 괴롭다면                       | 오리콘 최고 23위, 등장횟수 14회 |
| 17th   | 2009년 10월 21일 | 涙                                     | 눈물                                         | 오리콘 최고 12위, 등장횟수 3회  |
| 18th   | 2010년 9월 29일  | 花鳥風月/言葉にすれば                  | 화조풍월 / 말하자면                          | 오리콘 최고 31위, 등장횟수 3회  |
| 19th   | 2013년 3월 27일  | 日々                                   | 나날                                         | 오리콘 최고 46위, 등장횟수 3회  |
| 20th   | 2014년 8월 13일  | 若者たち                               | 젊은이들                                     | 오리콘 최고 25위, 등장횟수 6회  |
| 21st   | 2015년 9월 9일   | 生きる (って言い切る)                  | 살아있다 (고 단언한다)                       |                                 |

### 앨범
|             | 발매일                           | 타이틀 (일문)                        | 타이틀 (국문)                        | 비고                            |
| ----------- | -------------------------------- | ------------------------------------ | ------------------------------------ | ------------------------------- |
| 인디즈      | 2001년 3월 7일                   | 直太朗                               | 나오타로                             |                                 |
| 미니 앨범   | 2002년 10월 2일                  | 乾いた唄は魚の餌にちょうどいい       | 건조한 노래는 물고기 먹이로나 적당해 | 오리콘 최고 18위, 등장횟수 65회 |
| 미니 앨범   | 2003년 6월 18일                  | いくつもの川を越えて生まれた言葉たち | 몇 개의 강을 건너서 태어난 말        | 오리콘 최고 3위, 등장횟수 34회  |
| 앨범        | 2004년 5월 26일 2013년 4월 24일  | 新たなる香辛料を求めて               | 새로운 향신료를 찾아서               | 오리콘 최고 1위, 등장횟수 19회  |
| 베스트 앨범 | 2005년 6월 15일                  | 傑作撰 2001〜2005                    | 걸작선 2001~2005                     |                                 |
| 앨범        | 2006년 11월 29일 2013년 4월 24일 | 風待ち交差点                         | 바람이 머무는 교차점                 | 오리콘 최고 19위, 등장횟수 8회  |
| 앨범        | 2008년 3월 5일 2013년 4월 24일   | 諸君！！                             | 제군!!                               | 오리콘 최고 15위, 등장횟수 10회 |
| 앨범        | 2010년 6월 9일 2013년 4월 24일   | あらゆるものの真ん中で               | 모든 것들의 한 가운데에서            | 오리콘 최고 11위, 등장횟수 7위  |
| 앨범        | 2012년 4월 11일 2013년 4월 24일  | 素敵なサムシング                     | 멋진 Something                       | 오리콘 최고 11위, 등장횟수 7회  |
| 앨범        | 2013년 4월 24일                  | とある物語                           | 어느 이야기                          | 오리콘 최고 26위, 등장횟수 3회  |
| 앨범        | 2013년 12월 11일                 | 自由の限界                           | 자유의 한계                          | 오리콘 최고 25위, 등장횟수 3회  |
| 앨범        | 2014년 11월 19일                 | 黄金の心                             | 황금의 마음                          |                                 |
| 앨범        | 2016년 6월 1일                   | 嗚呼                                 | 아아                                 |                                 |
| 베스트 앨범 | 2016년 9월 21일                  | 大傑作撰'                            | 대걸작선                             |                                 |

|     | 타이틀                               | 의미                                 | 발매일          |
| 01. | 乾いた唄は魚の餌にちょうどいい       | 건조한 노래는 물고기 밥으로 적당하다 | 2002년 10월 2일 |
| 02. | いくつもの川を越えて生まれた言葉たち | 여러 시내가 넘고 태어난 말들         | 2003년 6월 18일 |
| 03. | 永遠はオルゴールの中に               | 영원은 오르골 속에                   | 2003년 12월 3일 |
| 04. | 新たなる香辛料を求めて               | 새로운 향신료를 구해                 | 2004년 5월 26일 |
| 05. | 森の人                               | 숲 사람                              | 2005년 4월 20일 |
| 06. | 傑作撰 2001～2005                    | 걸작선 2001~2005                     | 2005년 6월 15일 |